# Eva Bur am Orde

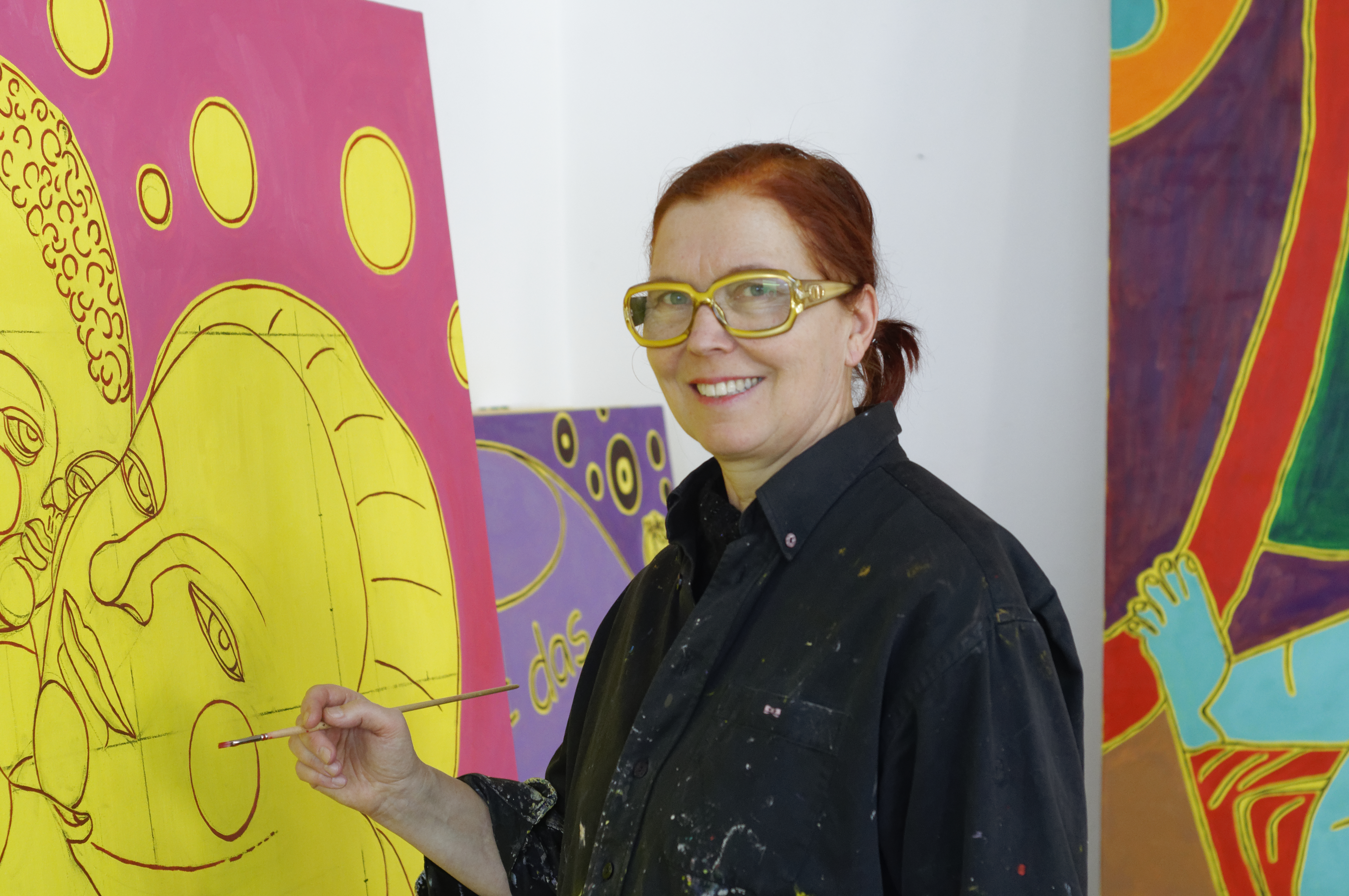
Eva Bur am Orde (2020)

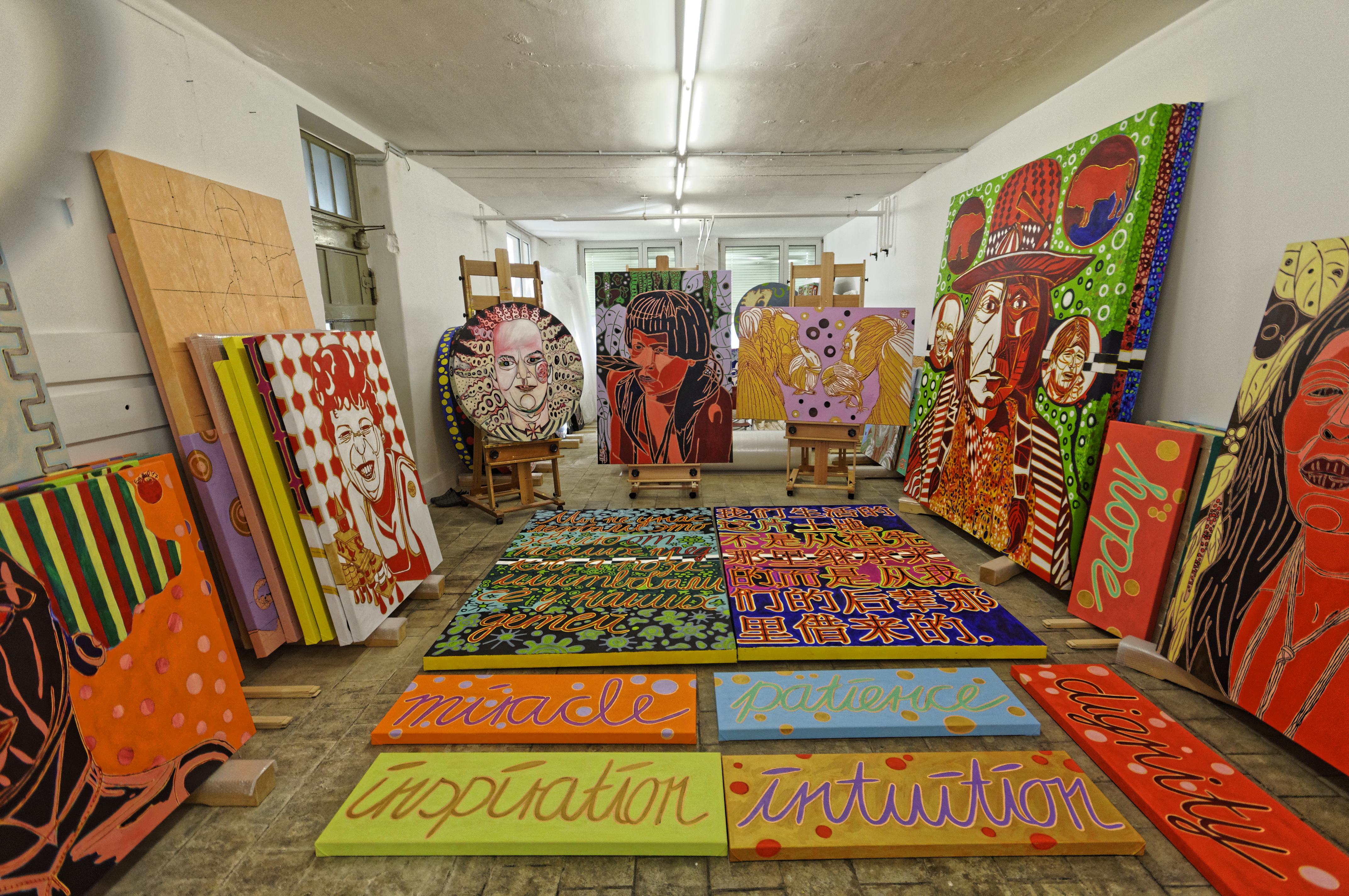
Auswahl ihrer Bilder (2020)

Eva Bur am Orde (* 9. November 1961 in Essen) ist eine deutsche Malerin. Sie wird der Kunst des 21. Jahrhunderts zugeordnet und sieht sich selbst als Teil der Pop Art.

## Leben
Eva Bur am Orde machte 1980 in Rottweil am Neckar Abitur und nahm anschließend ein Sprachstudium in Berlin auf. Von 1988 bis 1990 studierte sie Archäologie und Philosophie an der Westfälischen Wilhelms-Universität in Münster. 1991 begann sie ein Studium der Innenarchitektur an der Akademie der Bildenden Künste in München. 1993 folgte ein weiteres Studium am Lehrstuhl für Malerei und große Komposition an der Akademie für Bildende Künste in München. Sie besuchte die Klasse für Christliche Kunst – farbliches und räumliches Gestalten vor allem an Kulträumen – bei Franz Bernhard Weißhaar und nahm an der Sommerakademie in Salzburg teil. 1994 studierte sie bei Hermann Nitsch an der Städelschule in Frankfurt interdisziplinäre Kunst.
Bur am Orde hat ihr Atelier seit 2009 wieder in ihrem Heimatort Rottweil.

## Ethno-Pop-Art und Kalligraphie

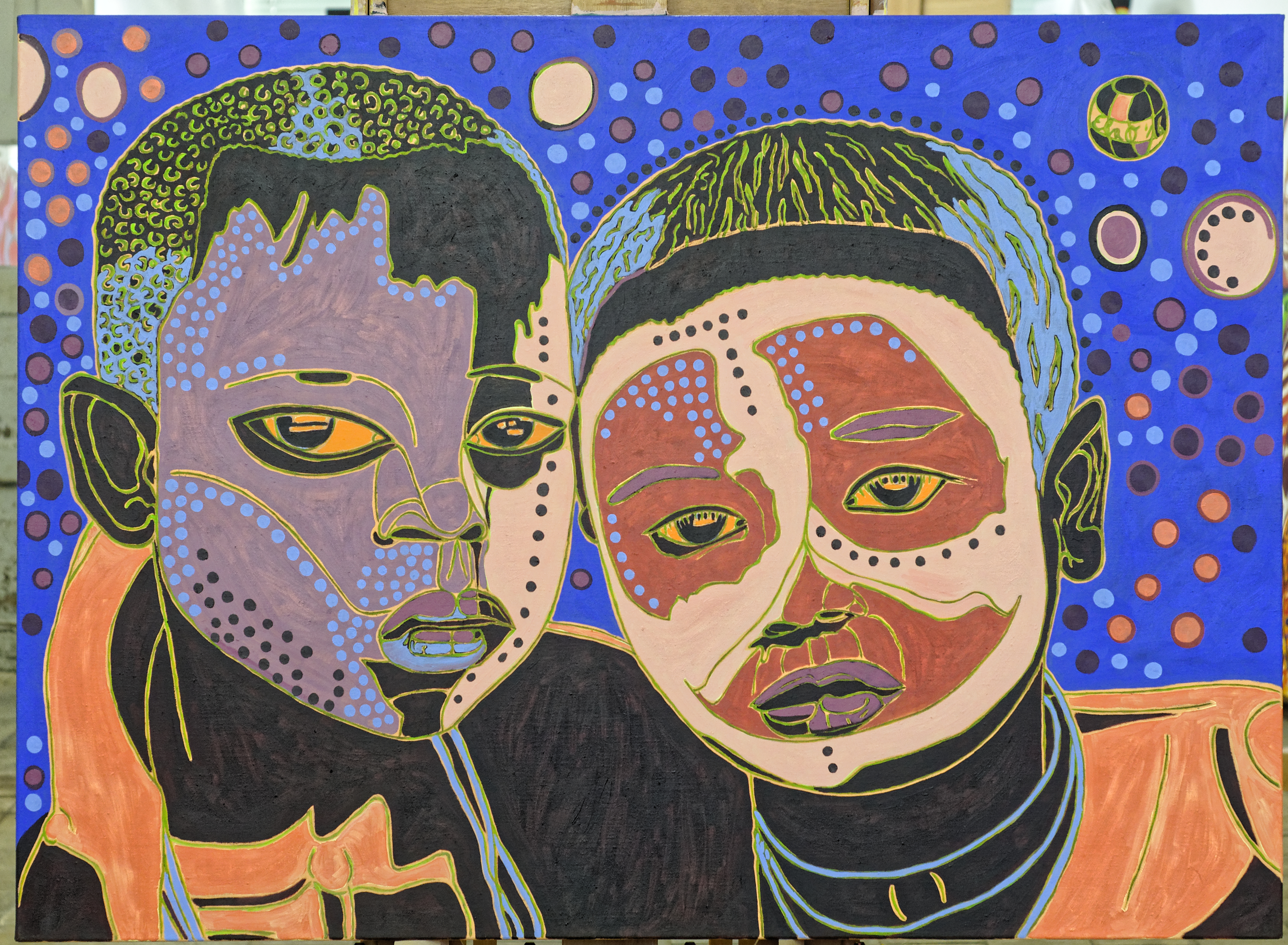
Neo & Nuka als Beispiel der Ethno Pop Art

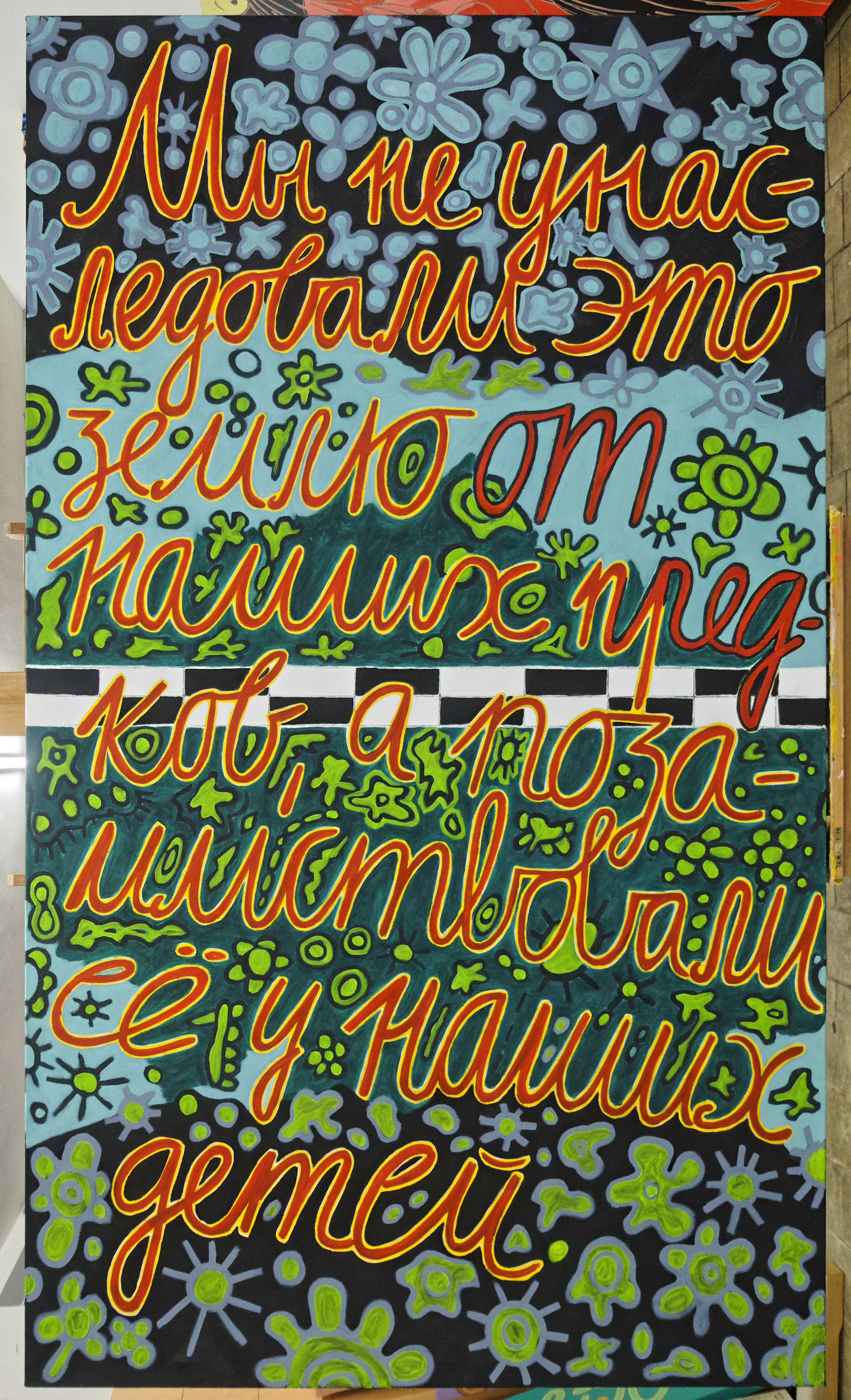
Peace Collection (russisch) als Beispiel für Kalligraphie

Basierend auf ihren Erfahrungen mit unterschiedlichen Sozialstrukturen und Kulturen entwickelte sie ab 2012 einen von ihr selbst als Ethno Pop Art bezeichneten Stil,  der eine Brücke von den Ursprüngen der Menschheit in die Gegenwart schlagen soll. Zentraler Appell des Stils sei die Bewahrung der Kulturen und der Individuen. Bur am Orde sieht sich inhaltlich bei den Ethnologen und formal beim Pop. Mit ihren Wortbildern 2018 nutzt sie die Handschrift als Gestaltungselement.

## Ausstellungen (Auszug)
- 1995: Galerie Gardners, Frankfurt (Farb-Ton-Licht, Installation mit Jörg Rees)
- 1997: Galerie Abelard, Sens, Frankreich (mit Friedrich Riedelsberger)
- 1999: Galerie Wiesweg, Eltville bei Wiesbaden (mit Tom Fritz)
- 1999/2000: Städtische Galerie im Kornhaus, Kirchheim Teck[4]
- 2002: Galerie Artefakt, Nendingen Städtische Galerie im Kornhaus, Kirchheim Teck Heimatmuseum Tuningen (mit Frieder Preis) Städtische Galerie Tuttlingen, Weihnachtsausstellung
- 2006: „Spielfelder“, Kunstverein Villingen Galerietheater, Villingen-Schwenningen „Schwarzmalerei“, Herrenberger Kunsttage Kunstverein Villingen, Jahresausstellung Kunstverein Reutlingen Landratsamt Tuttlingen
- 2007: Städtische Galerie Donaueschingen (Eg) Kunst bewegt Neckarsulm, Künstlerbund Baden-Württemberg Kultur Am Kelterberg Vaihingen e.V., Stuttgart (E) Herz-Zentrum Bodensee, Konstanz (E/K) Le Maquis, Vareilles, Frankreich (E)
- 2007: Eva Bur am Orde präsentiert Arbeiten zwischen Malerei und Skulptur[5]
- 2008: Biennale de Marcigny, Frankreich[6] (K) Galerie dr. Messner, Trossingen, Kunstverein Villingen, Pfeiffer & May GmbH, Trossingen Galerie/Sachsse, Villingen-Schwenningen/Forum Kunst, Rottweil
- 2009: Galerie Uli Lang, Biberach (E) Zwischen Erde und Himmel, Kath. Kirchengemeinde Dürbheim (E/K) Regionale, Donaueschingen (K) La Ferté-Loupière, Frankreich (E)[7]
- 2009: IBC Galerie Gunzoburg, Überlingen/Bodensee[8]
- 2009: Kunst verbindet Himmel und Erde[9]
- 2010: Malerin erschafft die dritte Dimension[10]
- 2010: Gemeinschaftsausstellung der Gruppe Akademiekünstler 3 in der Etage 2, Rottweil[11]
- 2011: Schloss Sargans, Deutscher Beitrag zum Kunstdialog CH/RU
- 2012: Beginn der Wanderausstellung „Zeitgeist“[12][13] im Gohliser Schlösschen

- 2012: Teilnahme an dem Satellitenausleger der internationalen Messe für zeitgenössische Kunst (fiac) der Cutlog in Paris,[14][15] bei welcher sie erstmals ihre Kunst als Alltagsgegenstand präsentierte, indem sie eines ihrer Bilder zu einem Clubtisch verwandelte.
- 2014: Ausstellung im Züricher Westend und Ausstellung mit neuen Arbeiten in der Galerie Wild in Zürich.[16]
- 2014: Internationaler Künstleraustausch Salem2Salem, Schloss Salem (G)[17]
- 2016: Ausstellung Ethno-Pop „Paradise-Serie“, Galerie Steiner, Wien.[18]
- 2016: Intenationa Rainforest Artist Exhibition, Marlene Yu Museum, Shreveport, USA (G)[19]
- 2017: Ausstellung in der Tuttlinger Klinikkapelle, die 12 Stationen Jesu.[20]
- 2018: Ausstellung „Phantasiereise“ in der Galerie im Altbau Aldingen[21][22]
- 2020 Denk mal Kunst Klosterkirche Oberndorf[23]